# Dioscorea orangeana
Dioscorea orangeana es una especie de planta perteneciente a la familia Dioscoreaceae.

## Descripción
Es una nueva especie de tubérculo comestible hallada en Madagascar. Está emparentado con los boniatos, pero a diferencia de éstos, que sólo tienen un bulbo, Dioscorea orangeana dispone de varios, que cuelgan pesadamente de sus ramas y que recuerdan vivamente a la ubre de una vaca. A pesar de que se acaba de descubrir, la especie está seriamente amenazada y prácticamente a punto de desaparecer.

## Taxonomía
Dioscorea orangeana fue descrita por   Paul Wilkin y publicado en Kew Bulletin 64: 462–468, F. 1–2. 2009.